# Fàbrica de l'Iglésies
La Fàbrica de l'Iglésies és una obra d'Osor (Selva) inclosa a l'Inventari del Patrimoni Arquitectònic de Catalunya. La fàbrica exercia les tasques de serradora.

## Descripció
Les restes vivents de la fàbrica de l'Iglésies es concreten físicament en tres parts: en primer lloc tenim la gran nau de planta rectangular de pedra amb una porta d'arc de mig punt molt alta de maó i tot un seguit de contraforts, també de maó, a les parets laterals. La nau en origen estava coberta amb una teulada a dues aigües de vessants a laterals, la qual ha desaparegut totalment, igual que part de les parets. Tanmateix tot i la desaparició de la pràctica totalitat de la nau, la simple silueta i planta d'aquesta, permet entreveure que es tractava d'una nau d'unes dimensions importants i considerables.
En segon lloc, a l'esquerra de la nau rectangular i exempta, hi ha una gran xemeneia quadrangular, que té com a matèria primera el maó. Al marge de la pèrdua o esfondrament de la part superior o coronament de la xemeneia, la resta es conserva pràcticament intacta i bastant ben conservada. El tercer element en discòrdia, el qual es troba a tocar del proper torrent de la Grevolosa, són les restes de canalitzacions d'aigua emprades per la mateixa fàbrica (antiga serradora).
Després d'aquesta descripció es fa evident que l'estat de conservació de la fàbrica de l'Iglésies és extremadament preocupant, ja que es troba totalment immersa en procés d'esfondrament i enderrocament, i només és qüestió de temps que les restes vivents es vinguin a baix al mig de l'espès bosc.